# Markovo Ravniște, Vrața
Markovo Ravniște (în bulgară Марково Равнище) este un sat în comuna Roman, regiunea Vrața,  Bulgaria. 

## Demografie
Componența etnică a satului Markovo Ravniște
     Nicio identificare (100%)
     Altele (0%)
La recensământul din 2011, populația satului Markovo Ravniște era de 6 locuitori. . Pentru 100% din locuitori nu este cunoscută apartenența etnică.